# Бретонсель (кантон)
Бретонсель (фр. Bretoncelles) — кантон во Франции, находится в регионе Нормандия, департамент Орн. Входит в состав округа Мортань-о-Перш.

## История
Кантон образован в результате реформы 2015 года. В него были включены коммуны упраздненных кантонов Носе и Ремалар.
С 1 января 2016 года состав кантона изменился. Коммуны Буасс-Можи, Мезон-Можи и Сен-Морис-сюр-Юин образовали новую коммуну Кур-Мужи-сюр-Юин; коммуны Дансе, Колонар-Корубер, Носе, Прео-дю-Перш, Сен-Жан-де-ла-Форе и Сент-Обен-де-Груа — новую коммуну Перш-ан-Носе; коммуны Беллу-сюр-Юин, Дорсо и Ремалар — новую коммуну Ремалар-ан-Перш; коммуны Конде-сюр-Юин, Кондо и Кулонь-ле-Саблон — новую коммуну Саблон-сюр-Юин.

## Состав кантона с 1 января 2016 года
В состав кантона входят коммуны (население по данным Национального института статистики за 2018 г.):
- Берд’юи (1 103 чел.)
- Бретонсель (1 483 чел.)
- Верьер (423 чел.)
- Кур-Мужи-сюр-Юин (601 чел.)
- Ла-Мадлен-Буве (409 чел.)
- Мутье-о-Перш (387 чел.)
- Перш-ан-Носе (2 029 чел.)
- Ремалар-ан-Перш (1 927 чел.)
- Саблон-сюр-Юин (2 111 чел.)
- Сен-Жермен-де-Груа (236 чел.)
- Сен-Пьер-ла-Брюйер (431 чел.)
- Сен-Сир-ла-Розьер (232 чел.)

## Политика
На президентских выборах 2022 г. жители кантона отдали в 1-м туре Марин Ле Пен 30,1 % голосов против 27,7 % у Эмманюэля Макрона и 16,2 % у Жана-Люка Меланшона; во 2-м туре в кантоне победил Макрон, получивший 50,7 % голосов. (2017 год. 1 тур: Марин Ле Пен – 26,2 %, Франсуа Фийон – 25,9 %, Эмманюэль Макрон – 18,9 %, Жан-Люк Меланшон – 15,2 %; 2 тур: Макрон – 57,7 %. 2012 год. 1 тур: Николя Саркози — 30,8 %, Марин Ле Пен — 22,5 %, Франсуа Олланд — 21,5 %; 2 тур: Саркози — 56,5 %).
С 2021 года кантон в Совете департамента Орн представляют мэр коммуны Саблон-сюр-Юин Кристель Раденак (Christelle Radenac) и мэр коммуны Ремалар-ан-Перш Патрик Роден (Patrick Rodhain) (оба — Разные правые).
|                | Кандидаты                     | Партия        | Первый тур | Первый тур |
| Кол-во голосов | Кандидаты                     | Партия        | % голосов  |            |
| -------------- | ----------------------------- | ------------- | ---------- | ---------- |
|                | Кристель Раденак Патрик Роден | Разные правые | 2 303      | 100,00     |

|                | Кандидаты                          | Партия                  | Первый тур | Первый тур     | Второй тур | Второй тур |
| Кол-во голосов | Кандидаты                          | Партия                  | % голосов  | Кол-во голосов | % голосов  |            |
| -------------- | ---------------------------------- | ----------------------- | ---------- | -------------- | ---------- | ---------- |
|                | Жан-Мишель Бувье Северин Ивар      | Разные правые           | 1 525      | 33,13          | 2 981      | 67,38      |
|                | Габриэль Криэлар Элизабет Монферме | Национальный фронт      | 1 255      | 27,26          | 1 443      | 32,62      |
|                | Жан-Пьер Жерондо Мартин Мулен      | Разные правые           | 1 182      | 25,68          |            |            |
|                | Жан-Поль Даво Фанни Зеданбендер    | Европа Экология Зелёные | 641        | 13,93          |            |            |